# أراك زيتوني

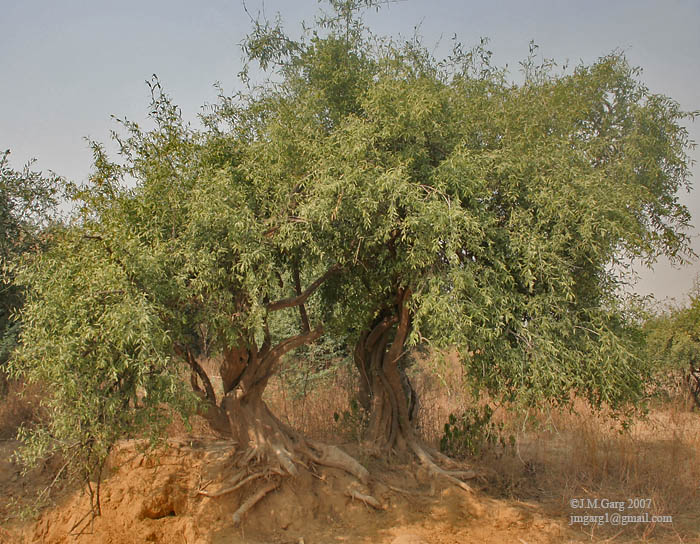

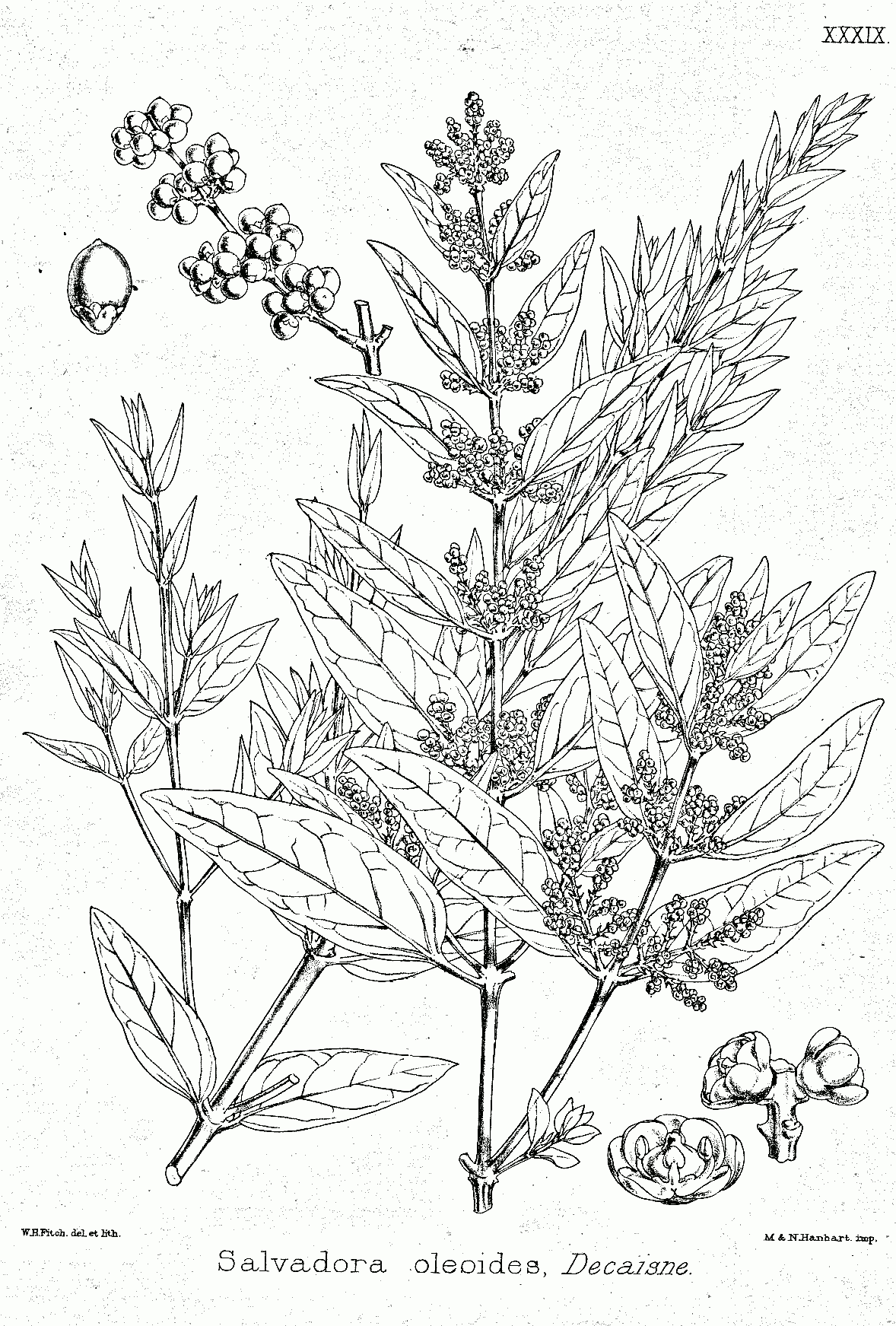

أراك زيتوني (الاسم العلمي:Salvadora oleoides) هو نوع غير مؤكد من النباتات يتبع جنس الأراك من الفصيلة الأراكية